# Міріам Лерер
Лерер Міріам (?, Володимир, Волинська губернія, Російська імперія, нині — Волинської області, України — ?, Аргентина) — аргентинська драматична акторка єврейського походження, антрепренер. Учасниця багатьох театральних труп єврейських театрів в Аргентині.

## Життєпис
Міріам Лерер народилася у місті Володимир на Волині, що тоді входило до Російської імперії в родині керівника мильної фабрики. У 1910-х роках, втікаючи від «російського антисемітизму», родина Лерер залишила Володимир. Пан Лерер отримав «сільськогосподарський грант» від єврейського банкіра і філантропа барона Моріса де Гірша, Морис дета вирушив колонізувати аргентинські пампаси. Саме в Аргентині й розпочалася театральна кар'єра Міріам Лерер.
Дебютувала 1921 року у театрі під керівництвом Марієнгофа та Глазунова в Буенос-Айресі. Дівчина дебютувала в ролі Єгудіт у п'єсі, присвяченій португальському філософу-раціоналісту єврейського походження Уріелю Акості. Після цього актриса була учасницею багатьох театральних труп, якими керували також переважно емігранти з тодішньої Російської імперії: один сезон грала з Лобелем та Борисом Авербахами, другий з Томашевським, третій з Соколовим. У 1924 році Міріам увійшла до складу театру Марка Арнштейна та вирушила у турне єврейськими колоніями Аргентини.
Через два роки жінка стала акторкою Народного театру під керівництвом Заславського. У тому 1926 році вона вийшла заміж за Якова Ботошанського (06.08.1895—26.10.1964), журналіста, письменника, який писав на їдиші, театрального постановника, драматурга. Родом також з українських теренів, а саме з містечка Кілія, що на Одещині. Після еміграції до Аргентини Яків став однією з важливих фігур культурної спільноти аргентинських євреїв. Зокрема, впродовж багатьох десятиліть був редактором щоденної аргентинської їдишомовної газети «Ді Пресс». Потім вона грала в інших трупах, зокрема у трупі Моріса Шварца.
Незабаром Міріам відкрила у собі талант антрепренера — театрального менеджера. Досвід, отриманий у багатьох колективах, вроджене чуття на таланти допомогли досягти успіху. І ось вже про Міріам говорять як про важливу бізнесвумен у театрі «Mitre», яка формує зіркові акторські склади, вдало підбирає репертуар і час від часу стає майже казковою «феєю-хрещеною» для юних артистів. З чоловіком Яковом вони складали вдалий творчий тандем.
Але в акторстві набагато більшого успіху з точки зору слави й популярності досягла молодша сестра Міріам, Шифре, народжена вже у Буенос-Айресі. Ця дівчинка стала актрисою театру Томашевського у п'ятирічному віці, і впродовж наступних 90 років, майже до своєї смерті, грала на сцені й в кіно. Вона знімалася у фільмах Вуді Аллена «Розбираючи Гаррі» 1997 року. І все це великою мірою завдяки втручанню старшої сестри, адже саме Міріам представила п'ятирічну Шифру керівнику театру Томашевському, коли той потребував виконавця дитячої ролі. Втім, дівчата мали сумнів, чи батько відпустить малечу на гастролі. На це Томашевський заявив Міріам: «Приведи дитину, з батьком я домовлюся сам!».
Нитка біографії Міріам Лерер губиться у невідомості, а її постать — у тіні більш відомих сестри та чоловіка. Дата смерті та місце поховання Міріам Лерер не відомі, проте Яків Ботошанський помер 26 жовтня 1964 року під час виступів з циклом літературних лекцій і семінарів у Йоганнесбузі (Південно-Африканська Республіка).

## Участь у спектаклях
Брала участь у спектаклях:
- Янче в Америці (ісп. Janche en América);
- Хайме Шаї стане батьком (ісп. Jaime Shaie será papá);
- Колесо життя (ісп. La rueda de la vida);
- Варшавська співачка (ісп. La cantante de Varsovia);
- Щаслива Розіта (ісп. La dichosa Rosita);
- Наречена без приданого (ісп. La novia sin dote);
- Розпечений мільйонер (ісп. La millonaria avivada);
- Велика компанія музичних комедій Дженні Ловітц (ісп. Gran compañía de Comedias Musicales Jenny Lovitz);
- Щасливий дім (ісп. Mi hogar feliz).